# Erik Erling
Erik Gustav Erling, född 19 september 1894 i Möklinta, Västmanlands län, död 17 september 1966 i Stockholm, var en svensk musikdirektör och kompositör.

## Biografi
Erik Erling föddes 1894 på Lisselbo i Möklinta socken som son till folkskolläraren Johan Erling (1865–1901) och Augusta Matilda Eriksson (född 1869). Han far avled 1901 och familjen flyttade 1906 till Västerås. I Västerås var Erling musikelev och 1912 flyttade familjen till Oscars församling i Stockholm.
Han studerade vid Musikkonservatoriet i Stockholm samt avlade organistexamen 1912 och musiklärarexamen 1922. Åren 1914-1930 var han organist vid Sankt Gertruds kyrka och 1928-1940 vid Konsertföreningen i Stockholm. Erling innehade dessutom från 1917 kapellmästerbefattning vid olika teatrar i huvudstaden, bland annat 1934-1947 vid Kungliga Dramatiska Teatern. Som tonsättare framträdde han med en parafras över "Härlig är jorden", kantater, med mera.
Erling var kyrkomusiker, huvudsakligen verksam i Stockholm, från 1930 organist vid Hedvig Eleonora kyrka och från 1928 vid Mosaiska församlingen, dessutom sedan 1926 musiklärare vid Högre realläroverket på Norrmalm. 
Erling är också genom Elsa Maria Olofsson (1914-2016) far till tonsättaren och pianisten Olov Olofsson (född 1947), professor vid Kungliga Musikhögskolan.